# 4 Zielonogórski Pułk Przeciwlotniczy

Oznaka rozpoznawcza 4 pplot

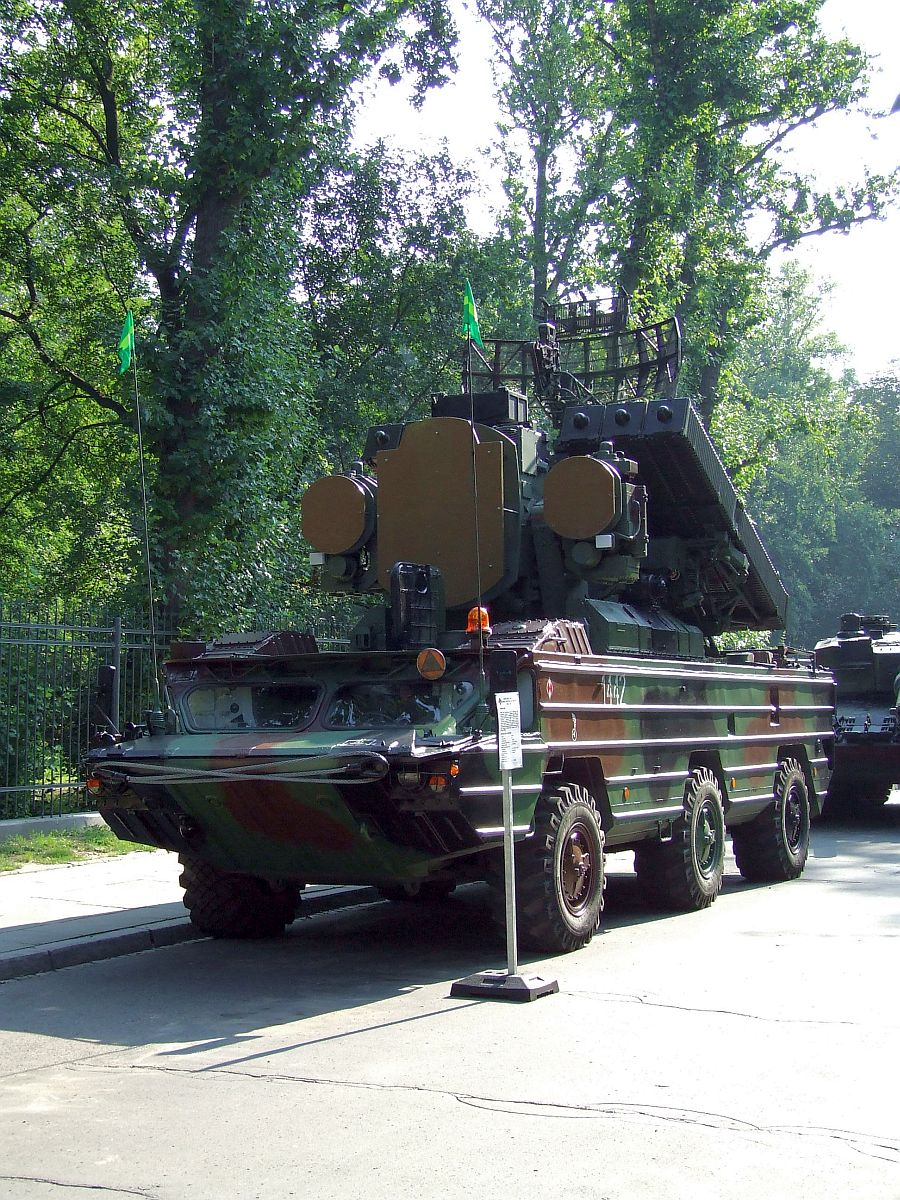
9K33M2 Osa

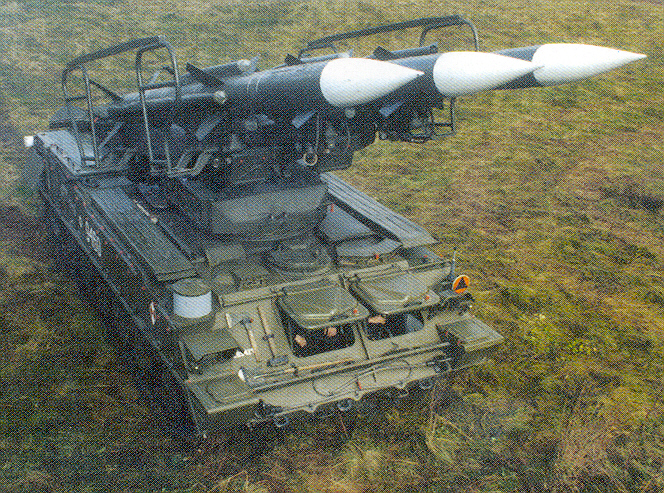
2K12 - Kub

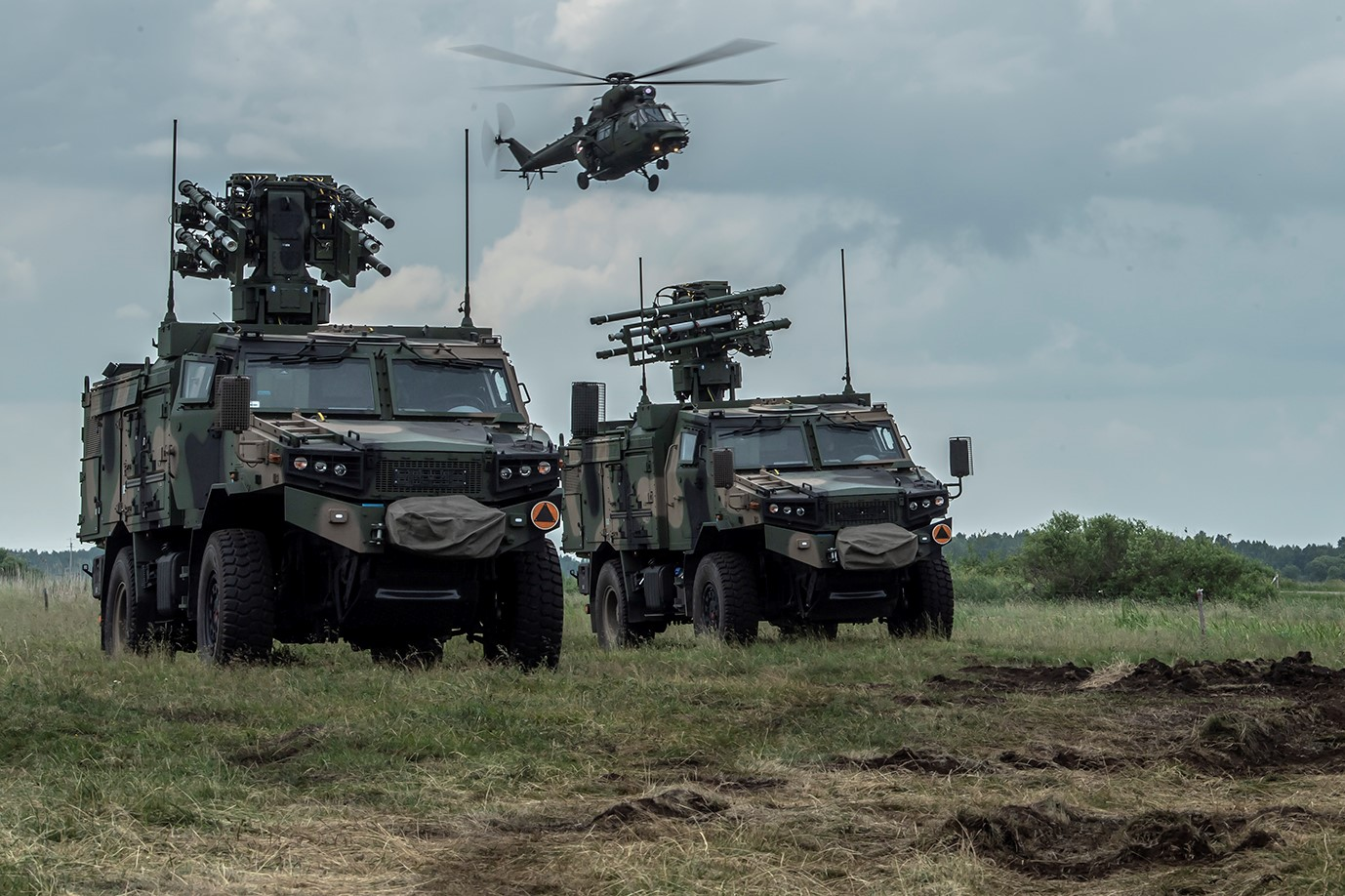
Poprad

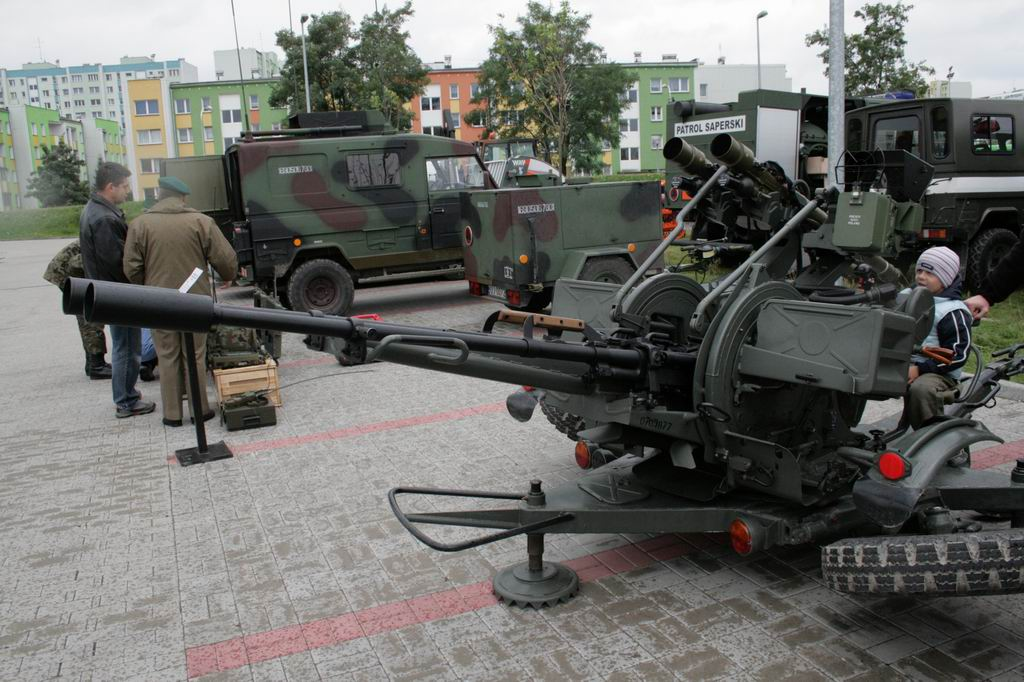
ZUR-23-2KG

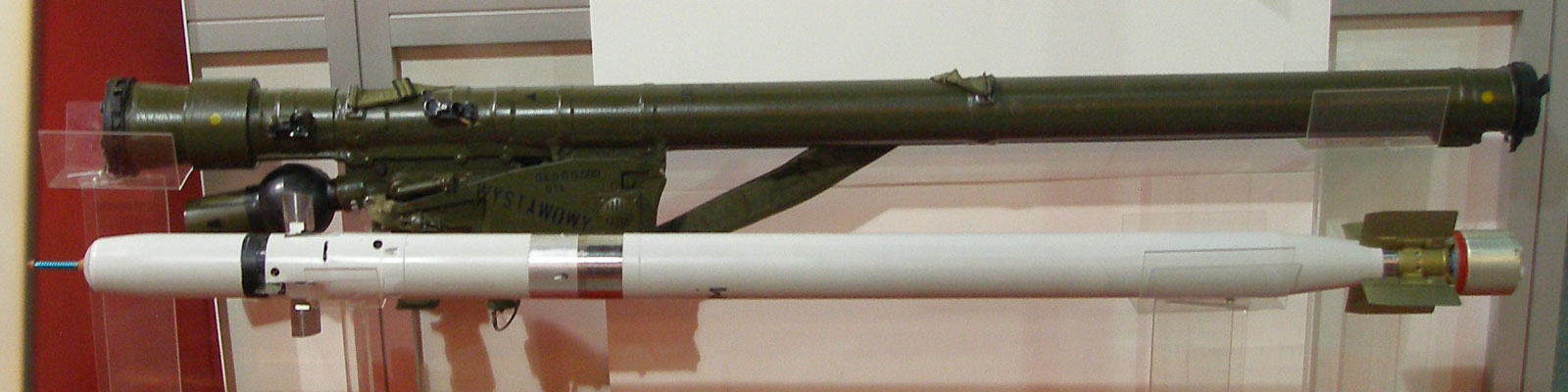
PPZR Grom

4 Zielonogórski Pułk Przeciwlotniczy im. gen. dyw. Stefana Roweckiego „Grota” (4 pplot) – oddział Wojsk Obrony Przeciwlotniczej Sił Zbrojnych RP.

## Historia
7 sierpnia 1951 roku w garnizonie Wędrzyn, w składzie 5 Saskiej Dywizji Piechoty został sformowany 26 dywizjon artylerii przeciwlotniczej. W 1955 roku 26 daplot został przeformowany w 128 pułk artylerii przeciwlotniczej.
W 1957 roku 128 paplot został ponownie przeformowany w 26 dywizjon artylerii przeciwlotniczej i podporządkowany dowódcy 4 Pomorskiej Dywizji Piechoty.
W czerwcu 1960 roku dywizjon został dyslokowany do Skwierzyny, a w styczniu 1967 roku ponownie przeformowany w 128 pułk artylerii przeciwlotniczej.
28 kwietnia 1975 pułk został przeniesiony do garnizonu Czerwieńsk.
W 1993 roku oddział został przemianowany na 4 pułk artylerii przeciwlotniczej, a rok później na 4 pułk przeciwlotniczy.
15 sierpnia 1996 jednostka przejęła tradycje 4 pułku artylerii przeciwlotniczej lekkiej.
W 1997 pułk podporządkowany został dowódcy 11 Dywizji Kawalerii Pancernej.
2 października 2004 pułk przyjął wyróżniającą nazwę „Zielonogórski”.
3 marca 2010  w Lesznie minister obrony narodowej Bogdan Klich ogłosił swoją decyzję w sprawie rozformowania 69 Leszczyńskiego Pułku Przeciwlotniczego im. gen. dyw. Stefana Roweckiego „Grota” i z dniem 1 stycznia 2012 roku włączenie jednostki  w struktury 4 Zielonogórskiego pułku przeciwlotniczego. Nowa jednostka stacjonuje w dwóch garnizonach: dowództwo pułku i dwa dywizjony w Czerwieńsku, a kolejne dwa dywizjony w Lesznie.
15 grudnia 2011 roku w Czerwieńsku odbyła się ceremonia przekazania pułku w bezpośrednią podległość dowódcy Wojsk Lądowych.
4 października 2013 minister obrony narodowej Tomasz Siemoniak nadał 4 Zielonogórskiemu pułkowi przeciwlotniczemu imię generała dywizji Stefana Roweckiego „Grota”.
4 października 2013 na Placu Bohaterów w Zielonej Górze miała miejsce ceremonia nadania jednostce imienia patrona.
17 października 2013 w wyniku reformy struktur dowodzenia pułk został podporządkowany dowódcy 11 Dywizji Kawalerii Pancernej.

### Tradycje pułku
Od 30 września 1998 pułk kontynuuje tradycje:
- 1 pułku artylerii przeciwlotniczej lekkiej 1 Dywizji Pancernej 1942-1947
- 4 pułku artylerii przeciwlotniczej lekkiej 1945-1947
- 128 pułku artylerii przeciwlotniczej 1951-1995
- 11 Bolesławieckiego pułku artylerii przeciwlotniczej 1967-1998

Doroczne święto pułk obchodzi w dniu 2 października.

## Przeznaczenie
Pułk jest oddziałem taktycznym wojsk obrony przeciwlotniczej przeznaczonym do osłony przeciwlotniczej sił dywizji i innych ważnych obiektów na polu walki przed rozpoznaniem i uderzeniami środków napadu powietrznego. Obecnie pułk jest elementem korpusu Sił Szybkiego Reagowania NATO (ARRC).

## Struktura organizacyjna
Struktura w 2021:
- dowództwo i sztab
- bateria dowodzenia
- 1 Leszczyński dywizjon przeciwlotniczy (2K12 - Kub)
- 2 dywizjon przeciwlotniczy (9M33BM2 - Osa)
- 3 Kresowy dywizjon przeciwlotniczy (9M33BM2 - Osa)
- 4 dywizjon przeciwlotniczy
- batalion logistyczny
- grupa zabezpieczenia medycznego
- Wojskowa Straż Pożarna

## Zasadnicze uzbrojenie
Zasadniczym uzbrojeniem jednostki związanym bezpośrednio z jej przeznaczeniem są:
- zestaw 9K33M2 - Osa
- zestaw 2K12 - Kub
- 23 mm przeciwlotniczy zestaw rakietowy ZUR-23-2KG
- przenośny przeciwlotniczy zestaw rakietowy (PPZR) Grom
- zautomatyzowany wóz dowodzenia ZWD-10R Łowcza 3K
- wóz dowodzenia WD-2001
- stacja radiolokacyjna wykrywania celów typu NUR-22
- samobieżny przeciwlotniczy zestaw rakietowy Poprad (9 zestawów)[9][10]
- zdolna do przerzutu stacja radiolokacyjna ZDPSR Soła[11]

## Dowódcy pułku
- 1951-1954 – mjr Adolf Marszewski
- 1954-1955 – kpt. Witold Kowalski
- 1955-1957 – kpt. dypl. Marian Gwoździk
- 1957-1960 – kpt. dypl. Ryszard Baran
- 1960-1961 – kpt. dypl. Stefan Górny
- 1961-1967 – ppłk Marian Sołtysik
- 1967-1973 – ppłk dypl. Stanisław Kochan
- 1973-1978 – płk dypl. Henryk Milczewski
- 1978-1987 – ppłk dypl. Adam Styszko
- 1987-1991 – płk dypl. Józef Gancarz
- 1991-1996 – ppłk dypl. Michał Jackiewicz
- 1996-1999 – ppłk dypl. Michał Wałęza
- 1999-2004 – płk dypl. Mirosław Banasik
- 2004-2007 – płk dypl. Sławomir Wojciechowski
- 2007-2012 – płk Jerzy Rzeźnik
- 2012-2013 – płk dypl. Marek Śmietana
- 2013-2018 - płk dr Mirosław Szwed
- 2018-2022 - płk Adam Luzyńczyk
- 2022-2023 - płk Robert Borowy
- 2023 - płk Tomasz Kocikowski